# Скобельський Петро (лікар)
Петро Скобельський (13 червня 1914, м. Золочів, тепер Львівська область — 1 травня 1945, с. Словіта, тепер Глинянська міська громада, Львівська область) — оберштурмфюрер (поручник) 14-ї гренадерської дивізії військ СС «Галичина», лікар УПА.

## Життєпис

Петро Скобельський в одязі лікаря

Народився 13 червня 1914 року в місті Золочів, тепер Львівська область.
Здобув вищу медичну освіту. В 1941 році як експерт очолював комісію, яка досліджувала звірства більшовиків у Золочівському замку, який використовували як в'язницю НКВС. 
У 1942 році отримав диплом хірурга з відзнакою в Граці. З 1943 року в дивізії військ СС «Галичина». Брав участь у Битві під Бродами, де перейшов до підпілля ОУН. Служив лікарем в УПА.
Загинув 1 травня 1945 в підпільному шпиталі в селі Словіта разом із важкопораненим повстанцем, якого лікував.

## Цікаві факти
- Є братом бабусі політика Олега Тягнибока.[2]